# Мерефянский стекольный завод
Мерефянский стекольный завод (укр. Мереф'янський скляний завод) — промышленное предприятие в городе Мерефа Харьковской области, прекратившее производственную деятельность.

## История

### 1896 - 1917
В 1896 году в селении Артемовка на окраине слободы Мерефа Харьковского уезда Харьковской губернии Российской империи помещик Борткевич построил стекольный завод, на котором работало 275 рабочих для обеспечения стеклотарой Артемовского спиртзавода.
Во время первой русской революции на заводе возникла профсоюзная организация, 1 мая 1906 года профсоюз организовал забастовку рабочих.
В 1909 году 200 рабочих завода были уволены.
10 мая 1912 года все рабочие завода прекратили работу в знак протеста против расстрела на Ленских золотых приисках. В результате забастовки, администрация завода была вынуждена пойти на уступки и повысить заработную плату на 5%.
В 1911 году владельцами завода стали бельгийские капиталисты.

### 1918 - 1991
В декабре 1917 года в Мерефе была установлена Советская власть и стеклозавод был национализирован. В дальнейшем в ходе гражданской войны предприятие пострадало, но после окончания боевых действий было восстановлено.
В 1923 году на заводе была введена в эксплуатацию первая ванна-печь, а через два года - ещё две печи, что позволило увеличить объёмы производства на 170%. В результате, в 1926 году завод выпустил продукции на сумму 2 млн. советских рублей. В дальнейшем, завод получил новое наименование - Мерефянский стекольный завод им. Г. И. Петровского.
После начала индустриализации предприятие было расширено, началось обновление оборудования. 15 февраля 1932 года на заводе были созданы экспериментальная мастерская, цеховые комиссии рационализаторов и группы коллективной разработки рационализаторских предложений, активизировался обмен опытом, что обеспечило положительные результаты: с 1928 до 1933 года выход стеклянной массы был увеличен в 1,5 раз.
29 сентября 1934 года стеклозавод (ранее относившийся к категории предприятий местной промышленности) был передан в ведение наркомата лёгкой промышленности СССР.
После начала Великой Отечественной войны завод освоил выпуск ампул для донорской крови и капсул для бутылок с горючей смесью (за досрочное и качественное выполнение этого задания командование РККА объявило благодарность коллективу работников завода).
В период немецкой оккупации города (21 октября 1941 - 5 сентября 1943) завод был разрушен, но уже осенью 1943 года началось его восстановление. В 1944 году возобновила работу ванна-печь № 4 мощностью 600 м² оконного стекла в сутки.
В соответствии с четвёртым пятилетним планом восстановления и развития народного хозяйства СССР к 1947 году стеклозавод был в основном восстановлен, а в 1949 году превысил объёмы производства, дав сверхплановую продукцию.
В дальнейшем, началось расширение производства: в 1954 году на заводе действовало 11 печей, в 1955 году - 38 печей, в 1956 году - 46 печей. В 1958 году был введён в эксплуатацию цех по производству штапельного стекловолокна, в 1959 году - цех по изготовлению теплоизоляционных рулонов из штапельного волокна. В это же время была ускорена механизация производственных процессов.
В 1965 году завод выпускал стеклянные флаконы и бутылки, жаропрочную посуду, несколько видов стекловолокна, штапельное волокно, бандажные ленты, нити и другую продукцию. Кроме того, завод поддерживал кооперационные связи со стеклозаводом "Моравия" (ЧССР).
В целом, в советское время завод входил в число ведущих предприятий города, он выпускал ленты и ткани из стеклянных крученых нитей, посуду из жаростойкого стекла, стекловату, а также стеклотару для пищевой, ликёроводочной и безалкогольной продукции.

### После 1991
В мае 1995 года Кабинет министров Украины принял решение о приватизации завода в течение 1995 года, после чего государственное предприятие было преобразовано в открытое акционерное общество.
Также, в 1990е годы производственный участок по изготовлению стекловолокна был выделен в отдельное предприятие. В дальнейшем, стеклозавод перешёл в собственность ООО "Мерефянская стекольная компания".
В 2006 году на предприятии началось строительство нового цеха по производству стеклотары методом узкогорлого прессового выдувания NNPB, позволяющим производить бутылки меньшего веса за счёт более оптимального распределения стекла. Производство проектной мощностью 800 тыс. стеклянных бутылок в сутки, оснащённое импортным немецким оборудованием было введено в эксплуатацию в мае 2008 года.
В 2009 году основной продукцией завода являлась стандартная стеклотара (водочные бутылки ёмкостью 0,25 л и 0,5 л, а также винные бутылки емкостью 0,7 л), также выпускались также эксклюзивные бутылки. Кроме того, летом 2009 г. на предприятии началось серийное производство банок для плодоовощной консервации ёмкостью 0,72 л и 0,5 л. В результате, в 2009 году завод произвёл 147 млн. 150 500 шт. стеклотары.
В апреле 2010 года Антимонопольный комитет Украины разрешил киевской компании ООО "DCH" приобрести контрольный пакет акций ООО "Мерефянская стекольная компания". В дальнейшем, в сентябре 2010 года разрешение на покупку контрольного пакета (свыше 50% уставного фонда) получила голландская компания "Balsand B.V.", действовавшая в интересах турецкой компании "Anadolu Cam Sanayii" и владельцем завода стала турецкая группа компаний "Sisecam".
В декабре 2014 года завод остановил производственную деятельность.